# Происшествие с L-1011 над Персидским заливом
Происшествие с L-1011 над Персидским заливом — авиационное происшествие (авиационная катастрофа), произошедшее в понедельник 22 декабря 1980 года в небе над Персидским заливом близ побережья Катара с самолётом L-1011 TriStar 200 авиакомпании Saudi Arabian Airlines, в результате которого погибли 2 человека.

## Самолёт
L-1011-1-15 (TriStar 200) с бортовым номером HZ-AHJ (серийный — 1161) был выпущен Lockheed Corporation в начале 1979 года и свой первый полёт совершил 22 января. Его три турбореактивных двигателя были модели Rolls-Royce RB211-524B-02 и развивали тягу в 3×222 килоньютонов. К 25 марта авиалайнер был передан компании Saudi Arabian Airlines.

## Катастрофа
Авиалайнер выполнял рейс 162 из Дахрана в Карачи, а на его борту находились 20 членов экипажа и 272 пассажира. Авиалайнер вылетел из Дахрана и начал набор высоты, когда над водами Персидского залива при прохождении высоты 29 тысяч футов (8,8 километра) взорвалось одно из колёс на передней стойке шасси. Обломками пробило стенки отсека, вызвав взрывную декомпрессию, при этом в полу в начале пассажирского салона образовалась дыра в которую, вытянуло двух пассажиров. В связи с разгерметизацией самолёта экипаж приступил к аварийному снижению, а затем совершил посадку в аэропорту Дохи (Катар). Кроме двух вытянутых наружу пассажиров, больше никто на борту не погиб. Сам авиалайнер был впоследствии отремонтирован и продолжил эксплуатироваться.

## Причина
Главное управление гражданской авиации Саудовской Аравии наиболее вероятной причиной происшествия назвало усталостное разрушение внутреннего фланца на одном из колёс шасси, а обломки привели к декомпрессии. Компании B.F. Goodrich Co. (изготовитель шасси) и Lockheed (изготовитель самолёта) были обвинены в недооценке угрозы безопасности, связанной с типом шасси, установленным на самолёте с бортовым номером HZ-AHJ. Происшествию также содействовало отсутствие эффективного контроля качества в B.F. Goodrich, а также отсутствие надлежащего наблюдения за данным производителем со стороны Федерального управления гражданской авиации.